# Championnats du monde de pentathlon moderne 1997
Navigation
Édition précédente Édition suivante
Les Championnats du monde de pentathlon moderne 1-3.08.1997 se sont tenus à Sofia, en  Bulgarie.

## Podiums

### Hommes
| Épreuves    | Or                                                               | Argent                                                   | Bronze                                                 |
| ----------- | ---------------------------------------------------------------- | -------------------------------------------------------- | ------------------------------------------------------ |
| Individuel  | France Sébastien Deleigne                                        | Russie Dmitry Svatkovsky                                 | Lituanie Andrejus Zadneprovskis                        |
| Par équipes | Hongrie Ákos Kállai Ádám Madaras Péter Sárfalvi                  | Biélorussie Pavel Dovgal Sergey Korchun Andrey Smirnov   | Russie Eduard Zenovka Grigory Bremel Dmitry Svatkovsky |
| Relais      | États-Unis Scott Christie Richard Connors Vakht'ang Iagorashvili | Mexique Roberto Acosta Horacio de la Vega Sergio Salazar | Pologne Dariusz Mejsner Andrzej Stefanek Igor Warabida |

### Femmes
| Épreuves    | Or                                                          | Argent                                                      | Bronze                                                          |
| ----------- | ----------------------------------------------------------- | ----------------------------------------------------------- | --------------------------------------------------------------- |
| Individuel  | Russie Yelizaveta Suvorova                                  | Italie Fabiana Fares                                        | Tchéquie Lucie Grolichová                                       |
| Par équipes | Italie Fabiana Fares Emanuela Gabella Federica Foghetti     | Russie Yelizaveta Suvorova Tatyana Muratova Olga Mukhortova | Tchéquie Lucie Grolichová Alexandra Kalinovská Olga Voženílková |
| Relais      | Italie Federica Foghetti Emanuela Gabella Antonietta Giongo | Pologne Paulina Boenisz Edyta Małoszyc Anna Sulima          | Royaume-Uni Julia Allen Kate Allenby Kate Houston               |